# Караул (Тамбовская область)
Караул — село в Инжавинском районе Тамбовской области России. 
Административный центр Караульского сельсовета.

## География
Расположено на реке Ворона, в 13 км к юго-западу от райцентра, посёлка городского типа (рабочего посёлка) Инжавино, и в 84 км по прямой к юго-востоку от центра города Тамбова.

## История
Предположительно, село основано между 1719 и 1745 годами, в переписи 1745 года упоминаются триста шестьдесят семь душ крестьян помещиков Викулы Левашова, копииста Петра Семенововича Михеева и морского дела шкипера Арбенева.

## Население
| 2002 | 2010 |
| ---- | ---- |
| 723  | ↘691 |

Согласно результатам переписи 2002 года, в национальной структуре населения русские составляли 96 % от жителей.